# Launay
 Launay  là một xã thuộc tỉnh Eure trong vùng Normandie miền bắc nước Pháp.

### Huy hiệu
| Arms of Launay | The arms of Launay are blazoned: Argent, a chevron gules between 3 marlets sable. |